# Drepanogynis renitens
Drepanogynis renitens là một loài bướm đêm trong họ Geometridae.